# Paços do Concelho de Benavente

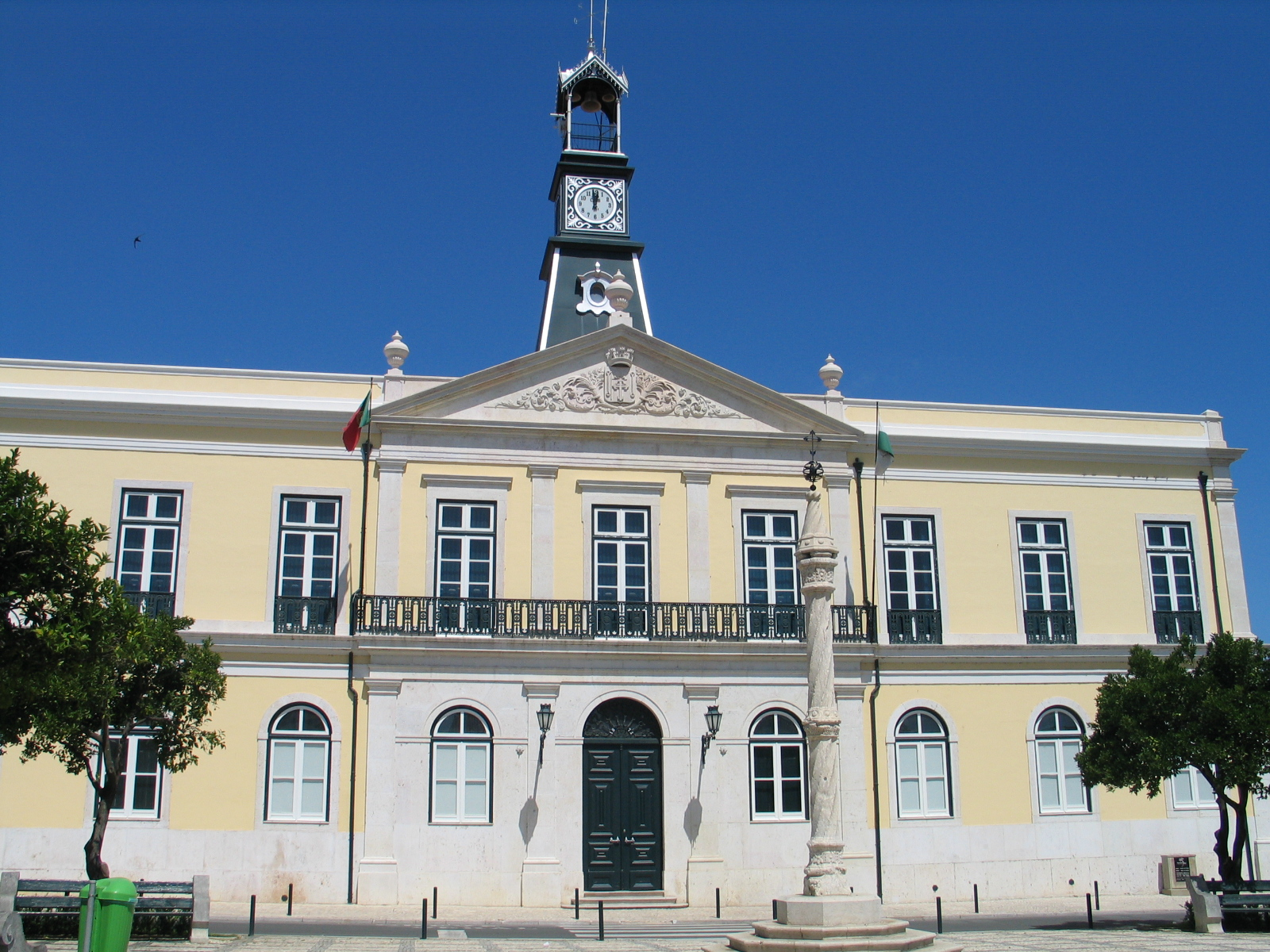
Câmara Municipal de Benavente

Os Paços do Concelho de Benavente, ou Câmara Municipal de Benavente, é a sede do município de Benavente.
O edifício foi construído de raiz para o efeito, em 1875, no local onde já antes estavam implantados os anteriores Paços do Concelho. Este edifício albergava, também, o Tribunal, a cadeia e outras repartições públicas. É uma construção de implantação rectangular, definindo um quarteirão e apresenta a sua fachada principal recortada por varandas no 1º piso e janelas no piso térreo. As restantes fachadas ostentam, igualmente, janelas.
A porta principal de acesso, abre num átrio lajeado com pedra e de onde parte uma escadaria central, também em pedra, que se desdobra em duas, dando acesso ao 1º piso. O edifício possui, ainda, dois pisos intermédios, um de cada lado, desnivelados entre si. Durante o sismo que abalou a vila de Benavente, em 1909, o edifício sofreu alguns danos. O desabamento do varandim que circundava o telhado e numerosas fissuras nas paredes. Quando se realizaram as obras de restauro, foi introduzido um novo elemento, que hoje é uma referência no edifício, uma torre metálica com miradouro e relógio.